# Meuke Gogo
Meuke Gogo is een bestuurslaag in het regentschap Pidie van de provincie Atjeh, Indonesië. Meuke Gogo telt 187 inwoners (volkstelling 2010).